# Six Degrés
Six Degrés est une série télévisée de fiction pour adolescents en 26 épisodes de 30 minutes, créée par Simon Boulerice et diffusée sur ICI Tou.tv et ICI Radio-Canada depuis 2021.

## Synopsis
Léon est un ado de 16 ans plutôt normal... Si ce n'est que sa mère lui fait l'école à la maison et qu'il est pratiquement aveugle. 
Lorsque sa mère décède abruptement des suites d'un choc anaphylactique, l'adolescent doit aller vivre avec la famille de son père biologique, qu'il ne connait pas, à Montréal. Léon devra donc s'adapter à cette nouvelle vie.
Pour la première fois de sa vie, Léon fait son entrée à l'école secondaire. Il y rencontre Doris Boulerice, une excellente élève qui deviendra une nuisance pour Léon en voulant trop l'aider, et Florence, une ado atteinte de Fibrose kystique.

## Distribution
- Noah Parker : Léon Forest
- Amaryllis Tremblay : Florence Parsah (saison 1)
- Marine Johnson : Florence Parsah (saison 2)
- Alexandre Goyette : Francis Fournier
- Francesca Bárcenas : Julietta Espinoza
- Evelyne Laferrière : Bélinda Fournier-Espinoza
- Anthony Therrien : Ricardo Espinoza
- Léanne Désilets : Doris Boulerice
- Estéban Wurtele : Humberto Fournier-Espinoza
- Catherine Trudeau : Marianne Forest
- Denis Houle : Bernard Forest

## Fiche technique[2]
- Réalisation : Hervé Baillargeon
- Auteur : Simon Boulerice
- Producteurs : François Rozon, Vincent Gagné, Julie Provençal
- Productrice déléguée : Véronique Charbonneau
- Société de production : Encore télévision inc.
- Script-édition : Estelle Bouchard
- Musique : Joseph Marchand

## Épisodes

### Première saison
1. La Moutarde aux yeux
2. La Fermeté des cadenas
3. Sécuriser le périmètre
4. Un parent inspirant
5. Le Corps de l'emploi
6. J'hallucine ou quoi?
7. Quand notre cœur fait boom
8. Qui étais-tu?
9. Sur tous les toits
10. Mets-toi à ma place
11. Une petite granule
12. Bleu vers le plafond
13. Joyeuses fêtes!

### Deuxième saison
1. Le ciel s'est renversé
2. Le Parfum des Violettes
3. La Part de l'autre
4. La popularité vous va si bien
5. Le Trouble dans le trouple
6. Les couples se font et se défont
7. Un de nous deux
8. Comme une reine à son roi
9. Une de plus, une de moins
10. Mettre en lumières
11. Retrouver qui j'étais
12. Prends soin de moi
13. Pourquoi moi plus d'un autre?

## Récompenses
- Prix Gémeaux (2022) :
  - Meilleure émission ou série jeunesse fiction / 13 à 17 ans
  - Meilleur texte / jeunesse
  - Meilleur premier rôle masculin / jeunesse: Noah Parker
  - Meilleure composante numérique pour une émission ou série / jeunesse
- Rockie awards (2022) :
  - Live Action / Youth 11-17
- Prix d'Excellence - Alliance Médias Jeunesse (2022)
  - Engagement, ouverture au monde et respect (long de 20 minutes et plus) / Sécuriser le périmètre (saison 1)
  - Coup de cœur des ados (13 ans +)
- Les Zapettes d'Or (2022)
  - Anthony Therrien, interprète de Félix – Les bracelets rouges et de Ricardo – Six degrés
- Regroupement des aveugles et amblyopes du Montréal métropolitain – RAAMM (2022)
  - Prix Coup de Cœur
- Prix Gémeaux (2021)
  - Meilleur premier rôle masculin / jeunesse : Noah Parker
  - Meilleur premier rôle féminin / jeunesse : Amaryllis Tremblay

## Référence
1. ↑  « Six Degrés - À propos de la série », sur Radio-Canada (consulté le 6 octobre 2022)
2. ↑  « Six degrés - Œuvre | Qui Joue Qui? », sur Qui Joue Qui ? - La référence en séries et téléromans québécois (consulté le 6 octobre 2022)